# 頴娃インターチェンジ
頴娃インターチェンジ（えいインターチェンジ）は、鹿児島県南九州市頴娃町上別府にある、指宿スカイラインのインターチェンジである。

## 歴史
- 1977年（昭和52年）4月1日 : 大迫IC - 谷山IC間開通に伴い、供用開始。
- 1988年（昭和63年）3月27日 : 大迫IC - 頴娃IC間が無料開放される。

## 接続する道路
- 鹿児島県道234号石垣喜入線

## 料金所

### 入口
- 1ヶ所

### 出口
- 2ヶ所

## 隣
指宿スカイライン
知覧IC - 頴娃IC